# 兩稅法
兩稅法是唐德宗時代宰相楊炎所創之稅法。由徵收穀物、布匹等實物為主的租庸調法，改為徵收金錢為主，一年兩次徵稅(秋季及夏季徵稅)，是為兩稅法。因為武周末年均田制頹萎，唐初的租庸調法早已不適用，唐德宗建中元年（780年）開始實行兩稅法，持續到明代1581年張居正於全國推行一条鞭法。

## 實施辦法
兩稅法其主要分四點：
- 「戶無主、客，以見居為簿；人無丁、中，以貧富為差」，不分主户（本貫戶）、客户（外來戶），一律编入现居住州县户籍，就地纳税。可以避免一些官僚、富人為逃避租庸調，而到其他州縣置產。
- 取消租庸調及雜稅。
- 夏秋交稅：夏稅不得過六月，秋稅不得過十一月。
- 按户等纳钱，按田亩纳粟米。

## 影響
兩稅法一出現，統一了唐代中季以來紊亂的稅制，一開始在一定程度上減輕人民的負擔。实行两税法这一年，财政收入就增加到“一千三百五万六千七十贯，盐利不在此限”。《新唐书·杨炎传》称赞两税法说：“赋不加敛而增入，版籍不造而得其虚实，吏不诫而奸无所取，轻重之权始归朝廷矣。” 
兩稅法以個人之土地和財產為本，改變了唐一貫以丁為單位的做法。兩稅法初行时，貨重錢輕(通货膨胀)，因此以绫绢折钱纳税，并成为定额。但是后来物价降低，钱的定额却没有改变，农民负担遂又加重。
也有學者認為，兩稅法徵收時以實物居多，緡錢只是實施折算而來，韓國磐《隋唐五代史綱》認爲：“兩稅法是以實物爲主的。”王仲犖《唐代兩稅法研究》主張：“兩稅中的戶稅錢，固然定稅之數，皆計緡錢，而實際上納稅之時，多配綾絹。貨幣在這裏，只作爲計算的標準，而農戶實際繳納的大部分則是絹布，小部分是錢貫。”
兩稅法规定：“此外敛者，以枉法论。”（在兩稅法以外再行課稅，即屬違法），但是建中三年淮南节度使陈少游请求朝廷在本道每贯加税200，朝廷准许，并命各道照此加徵。贞元八年（793年）剑南四川观察使韦皋奏请加税什二以增给官吏。此外，安史之乱后，朝廷又增加了盐税、茶税等许多苛捐杂税，增加了人民的负担。往後歷朝於兩稅外加稅之現象亦多有之。
此外，土地兼併也更加盛行，出現了“势力侵夺”和“降人为客”，“百姓土田为有力者所并，三分逾一”，農民多破產而淪為佃戶。陸贄等便強烈反對兩稅法，主張恢復租庸調。陸贄说，当时“往者纳绢一匹，当钱三千二三百文，今者纳绢一匹，当钱一千五六百文；往输其一者，今过于二矣，虽官非增赋，而私已倍输”，又說“贫者无容足之居，依托强豪，以为私属，贷其种食，赁其田庐，终年服劳，无日休息，罄输所假，常患不充。”。因此，兩稅法的弊病导致了唐代宗以后小规模的叛亂不断发生。即至北宋苏洵亦稱“募召浮客分耕其中，鞭笞驱役，视以奴仆。”

## 外部連結
- 中國歷代改革家傳 第九章 楊炎 （页面存档备份，存于）